# Manuel Quintano Bonifaz
Manuel Jacinto Quintano Bonifaz (Briviesca, setembre de 1696 – Madrid, 18 de desembre de 1774) va ser un religiós castellà, arquebisbe titular de Farsala i inquisidor general d'Espanya.
Fill de Juan Quintano i de Juana Bonifaz. Va ser batejat el 18 de setembre de 1696 a la parròquia de Briviesca, foren padrins els seus oncles.
Col·legial a la Universitat de Salamanca, després va ser canonge magistral a la catedral de Lugo, escollit el 8 de març de 1723, i confessor de Reial Convent de l'Encarnació de Madrid el 1726. Va abandonar la canongia el 1728 i fou nomenat confessor reial i va donar assistència a l'infant Felip, duc de Parma, i de Ferran VI. Continuà la seva tasca amb el monarca fins a la mort de la seva esposa, Bàrbara de Bragança, el 1758, d'ençà aleshores, el rei, tancat a les seves cambres al castell de Villaviciosa de Odón, no va consentir veure ni tan sols el seu confessor. Finalment, Quintano va decidir deixar Villaviciosa i torna a Madrid.
Va ser inquisidor general i arquebisbe titular de Farsalia in partibus. Amb l'ascens al tron del nou rei, Carles III, Quintano es va mantenir en la posició d'inquisidor general, encara que va estar en desacord amb la política regalista del monarca. El 1761 es va publicar el Catecismo de Mesenguy, una obra la doctrina de la qual era contrària als jesuïtes i aquests denunciaren el catecisme a la Inquisició. Inicialment condemnat per la Santa Seu, Quintano també el condemnà públicament, però en fer-ho sense haver consultat abans amb el rei, Carles III el va desterrar 12 llegües de la cort. L'ordre li arribà a Quintano el 10 d'agost de 1761 a través de Ricardo Wall. El Consell de Castella va especificar que el desterrament continuaria fins que Quintano i el nunci presentessin les seves disculpes. S'arribà al punt que Carles III va publicar una pragmàtica per la qual es prohibia la publicació de tota mena de documents procedents de la Santa Seu sense previ consentiment del monarca.
Va escriure una carta al seu cosí, el cardenal Pedro de Quevedo y Quintano, datada de 8 de gener de 1774 a Madrid, any de la seva mort, on comenta aspectes de política, però també pregunta per la seva salut i Quintano comenta que ell encara no està del tot restablert i la tos continua molestant-lo.